# Antêmio de Trales

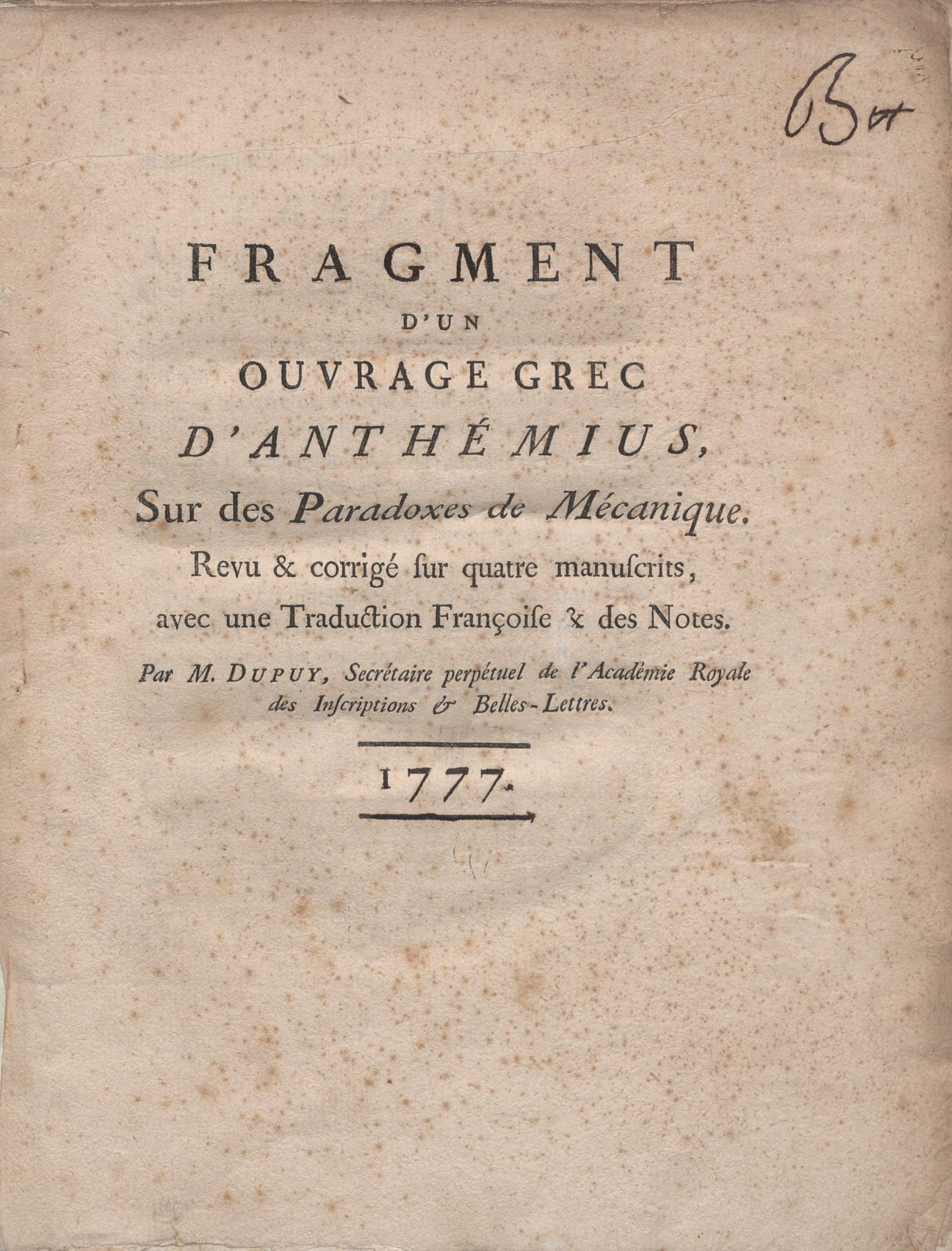
Fragmento de uma obra grega de Antêmio sobre paradoxos da mecânica, de 1777

Antêmio (português brasileiro) ou Antémio de Trales (português europeu) (em grego: Ἀνθέμιος ὁ Τραλλιανός, Anthémios o Trallianós; morto antes de 7 de maio de 558) foi um bizantino de Trales que trabalhou como geômetra e arquiteto em Constantinopla, capital do Império Bizantino. Com Isidoro de Mileto, projetou Santa Sofia para Justiniano I. Também é lembrado por seus conhecimentos em matemática, sobre a qual escreveu obras que sobreviveram parcialmente.

## Vida
Antêmio era um dos cinco filhos do médico de Estêvão e irmão de Dióscoro, Alexandre, Olímpio e Metrodoro. Agátias registrou que aborreceu seu vizinho Zenão de duas maneiras: projetando um terremoto em miniatura enviando vapor através de tubos de couro que havia fixado entre as vigas e o piso da sala dele enquanto entretinha os amigos; e simulando trovões e relâmpagos e luz intolerável nos olhos de Zenão de um espelho ligeiramente oco. Além de sua familiaridade com vapor, algumas autoridades duvidosas atribuíram a Antêmio um conhecimento de pólvora ou outro composto explosivo.
Antêmio era um matemático famoso. No curso do tratado Dos Espelhos Ardentes, pretendia facilitar a construção de superfícies para refletir a luz num único ponto, descreveu a construção de cordas da elipse e assumiu uma propriedade de elipses não encontrada nas Cônicas de Apolônio de Perga: a igualdade dos ângulos subtendidos num foco por duas tangentes desenhadas de um ponto. Seu trabalho também inclui o primeiro uso prático da diretriz: tendo dado o foco e uma ordenada dupla, usou o foco e a diretriz para obter qualquer número de pontos numa parábola. É sabido que escreveu ainda o tratado Dos Dispositivos Mecânicos Notáveis e Tzetzes afirmou que escreveu outras obras de mecânica e hidráulica.
Também era muito famoso como arquiteto, como relatado por Procópio de Cesareia. Por conta disso, foi convocado a Constantinopla pelo imperador Justiniano I (r. 527–565), onde viveu o resto de sua vida. Ao lado de Isidoro de Mileto, foi responsável pelo projeto de reconstrução de Santa Sofia nos anos 530, que havia sido destruída na Revolta de Nica de 532. Foi projetista de várias outras obras na capital e em outros lugares e teria dado conselhos ao imperador de como evitar enchentes em Dara, na Mesopotâmia.